# جان فرانسوا هرنانديز
جان فرانسوا هرنانديز (23 أبريل 1969 في فرنسا - ) (بالفرنسية: Jean-François Hernandez)‏ هو لاعب كرة قدم فرنسي في مركز الدفاع. لعب مع أتلتيكو مدريد وأولمبيك مارسيليا ورايو فايكانو ونادي تولوز ونادي سوشو ونادي كومبوستيلا.

## وصلات خارجية
- جان فرانسوا هرنانديز على موقع رابطة كرة القدم الفرنسية للمحترفين (الإنجليزية)
- جان فرانسوا هرنانديز على موقع قاعدة بيانات كرة القدم.إي يو (الإنجليزية)